# Dasysphaeria andicola
Dasysphaeria andicola är en svampart som beskrevs av Speg. 1912. Dasysphaeria andicola ingår i släktet Dasysphaeria, divisionen sporsäcksvampar och riket svampar.   Inga underarter finns listade i Catalogue of Life.